# Papamosques garser
El papamosques garser (Ficedula westermanni) és una espècie d'ocell de la família dels muscicàpids (Muscicapidae). Es troba a Himlàlaia i el Sud-est asiàtic. El seu hàbitat natural són els boscos tropicals i subtropicals de frondoses humits de les terres baixes i de l'estatge montà. El seu estat de conservació es considera de risc mínim.